# غوردون إي. كول
غوردون إي. كول (بالإنجليزية: Gordon E. Cole)‏ هو محامي وسياسي أمريكي، ولد في 18 يونيو 1833 في مقاطعة بيركشاير في الولايات المتحدة، وتوفي في 4 أكتوبر 1890 في لندن في المملكة المتحدة. حزبياً، نشط في الحزب الجمهوري. وقد انتخب عضو مجلس ولاية مينيسوتا وانتخب عضو مجلس نواب مينيسوتا.